# Île de Bercy
Pour les articles homonymes, voir Bercy.
L’île de Bercy est l’une des deux îles du lac Daumesnil dans le bois de Vincennes à Paris en France. Elle est reliée à l’est par un pont à l'île de Reuilly. L’île de Bercy est rattachée administrativement au quartier du Bel-Air dans le 12e arrondissement de Paris. 

## Caractéristiques
L'île de Bercy a été créée lors de l'aménagement de cette partie du bois de Vincennes et de la construction du lac Daumesnil. Elle tient son nom de celui du quartier de Bercy voisin.
L'île de Bercy est une île artificielle d'une superficie d'environ 2 hectares. Grossièrement en forme de haricot, elle mesure 250 m de long dans sa plus grande longueur pour une centaine de mètres de large. Elle occupe l'ouest du lac Daumesnil, à l'extrémité ouest du bois de Vincennes. L'île de Reuilly, de forme et de taille similaire, est située immédiatement à l'est.
Elle n'est accessible que par un unique pont suspendu d'une vingtaine de mètres de long, situé au sud-est, qui la relie à l'île de Reuilly. C'est cette dernière qui est reliée à la rive du lac Daumesnil. Un sentier piéton permet de faire le tour de l'île, qui n'est pas accessible aux véhicules à moteur.

## Flore
L'île de Bercy possède plusieurs arbres remarquables :
- un platane commun, planté en 1860, haut de 45 m et de 4,05 m de circonférence en 2011 ;
- un if commun, planté en 1870, haut de 5 m et large de 1,40 m de circonférence en 2011 ;
- un autre platane commun, planté en 1895, haut de 35 m et large de 5,10 m de circonférence en 2011 ;
- un tulipier de Virginie, planté en 1930, haut de 22 m et large de 2,05 m de circonférence en 2011 ;
- des cyprès chauves, dont l'un, planté en 1930, haut de 20 m et large de 2,70 m de circonférence en 2011 ;
- un plaqueminier de Virginie, planté en 1935, haut de 12 m et large de 1,65 m de circonférence en 2011.